# 韋爾切夫岩
62°38′S 60°20′W / 62.633°S 60.333°W
韋爾切夫岩（英語：Velchev Rock），是南極洲的冰原島峰，位於南設得蘭群島的利文斯頓島東部，處於孔特爾冰川以北，海拔高度208米，現時由南極條約體系管理。